# Muraltia scoparia
Muraltia scoparia är en jungfrulinsväxtart som först beskrevs av Christian Friedrich Frederik Ecklon och Zeyh., och fick sitt nu gällande namn av Margaret Rutherford Bryan Levyns. Muraltia scoparia ingår i släktet Muraltia och familjen jungfrulinsväxter. Inga underarter finns listade i Catalogue of Life.